# 岡崎義人
岡崎 義人（おかざき よしひと、1926年5月28日 - 2005年2月25日）は、プロ野球球団阪神タイガースの元球団社長。大阪府大阪市出身。

## 来歴・人物
1949年京都大学法学部を卒業し、1949年に阪神電気鉄道に入社した。
1976年には球団常務に就任し、1978年から球団代表を務め、1978年のドラフト会議では江川卓、翌年のドラフト会議では岡田彰布の抽選を引き当てた。1985年10月に日本航空123便墜落事故で死去した中埜肇の後継として球団社長に就任した。その年の11月には阪神タイガースは球団初の日本一を果たした。1988年に退任した。
2005年2月25日に心不全ため死去。享年78。
大学時代には野球部に所属して二塁手として活躍しており、現場に理解がある球団幹部とも言われていた。